# Vieux-Brisach
Cet article possède un paronyme, voir Brisach.
Vieux-Brisach (en allemand Breisach am Rhein) est une ville allemande du Bade-Wurtemberg, située sur le Rhin. Les Français l'appellent « Vieux-Brisach » par opposition à la ville alsacienne de Neuf-Brisach construite par Vauban au XVIIe siècle en regard, sur la rive française du Rhin. Elle est jumelée avec Saint-Louis et Neuf-Brisach dans le Haut-Rhin, en Alsace et aussi avec Pürgg-Trautenfels (Autriche) et Oświęcim (Pologne).

## Histoire
| Appartenances historiques Principauté épiscopale de Bâle 1139–1198 Duché de Zähringen 1198–1218 Principauté épiscopale de Bâle 1218–1273 Saint-Empire 1273–1331 Duché d'Autriche 1331–1453 Archiduché d'Autriche 1453–1469 Duché de Bourgogne 1469–1474 Archiduché d'Autriche 1474–1648 Royaume de France 1648–1697 Archiduché d'Autriche 1697–1703 Royaume de France 1703–1714 Archiduché d'Autriche 1714–1805 Électorat de Bade 1805–1806 Grand-duché de Bade 1806–1871 Empire allemand 1871–1918 République de Weimar 1918–1933 Reich allemand 1933–1945 Allemagne occupée 1945–1949 Allemagne 1949–présent |

La colline du Münsterberg de Breisach est occupée depuis fort longtemps. Dès le Hallstatt final, elle est le siège d'un établissement celtique, compté au rang des résidences princières. Le Münsterberg a fait, au cours des années 1980, l'objet de fouilles archéologiques qui ont permis d'affiner la chronologie de l'occupation et de démontrer son maintien à la Tène ancienne. Plusieurs nécropoles tumulaires proches confirment l'implantation humaine au sein de ce territoire à l'âge du fer.
Ce rocher permet ensuite aux Romains d'y édifier un castrum en 260 afin de défendre leur frontière sur le Rhin contre les Alamans. Elle portait alors le nom celtique de Brisiacus (de l'anthroponyme gaulois *Brisios, Brisia et du suffixe -acum. Cf. Brizay, Indre-et-Loire, Brisiacum 1050) et était florissante.

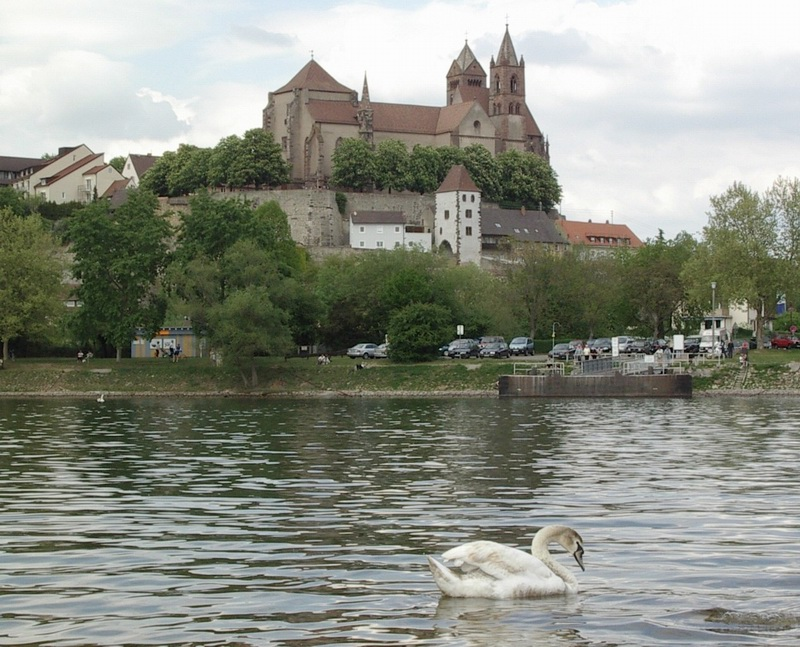
Vieux-Brisach vue depuis la France

Aux XIe et XIIe siècles, la colline fortifiée puis le village qui s'y érigea étaient le fief de la principauté épiscopale de Bâle, jusqu'en 1273.
Pierre de Hagenbach y est tué en 1474, déclenchant la guerre de Bourgogne.
Au XVIIe siècle, la ville devint le noyau d'un système de fortifications qui compta parmi les plus redoutables d'Europe. Sa situation très exposée lui valut d'être tantôt une tête de pont française, tantôt un avant-poste de l'Empire. Elle est assiégée et prise après 4 mois de siège (août-décembre 1638) par le duc de Weimar et le vicomte de Turenne, puis de nouveau en 1677 par le maréchal de Créquy.
Rendu à l'Empire par les traités de Ryswick, Louis XIV fait construire Neuf-Brisach, face à Brisach, pour prévenir toute invasion d'outre-Rhin.
Vieux-Brisach fut de nouveau assiégée et prise en 1703 par Vauban,. En 1704, les Impériaux tentèrent de reprendre la ville, par la ruse, sans succès. La ville est rendue à l'Empire après le traité de Rastatt en 1714.
En septembre 1793, Vieux-Brisach subit un important bombardement par les troupes révolutionnaires françaises durant cinq jours.

En 1945, la ville fut une nouvelle fois très endommagée durant la bataille de la poche de Colmar.

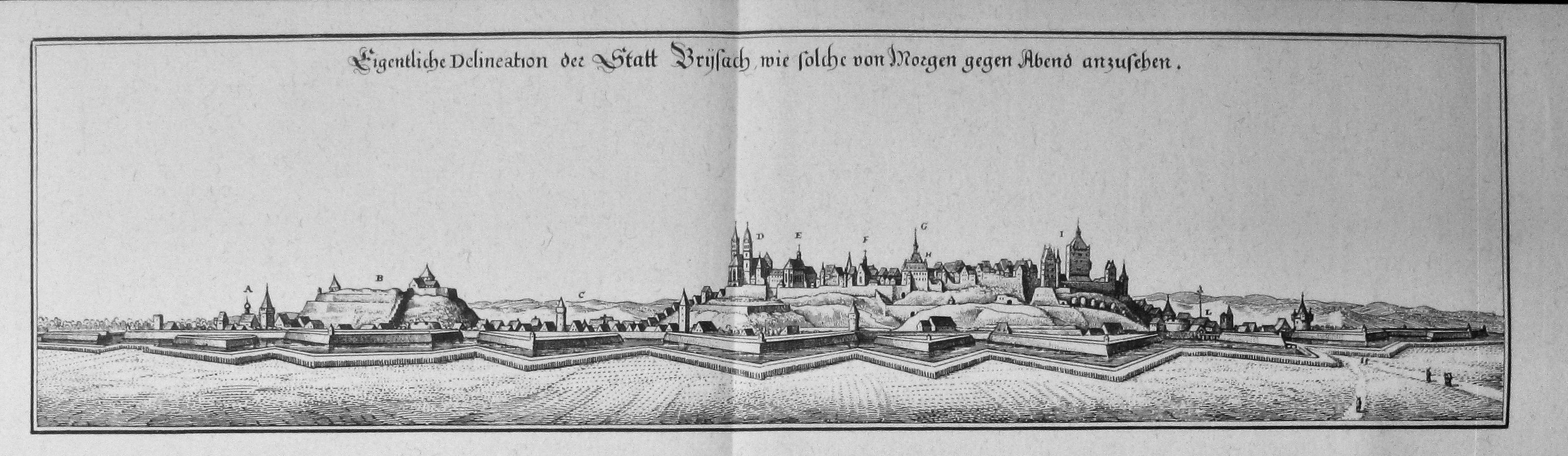
Topographia Alsatiae
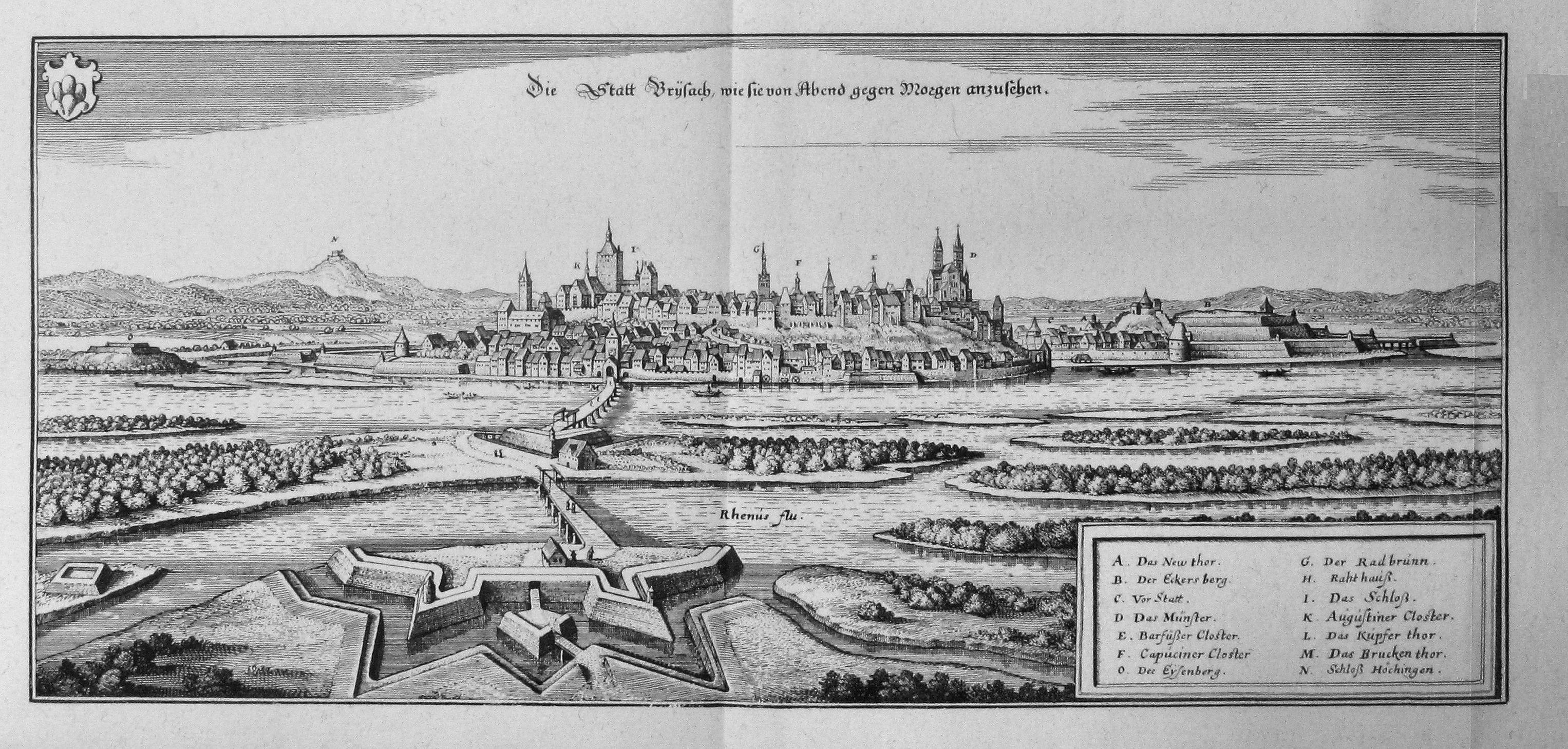
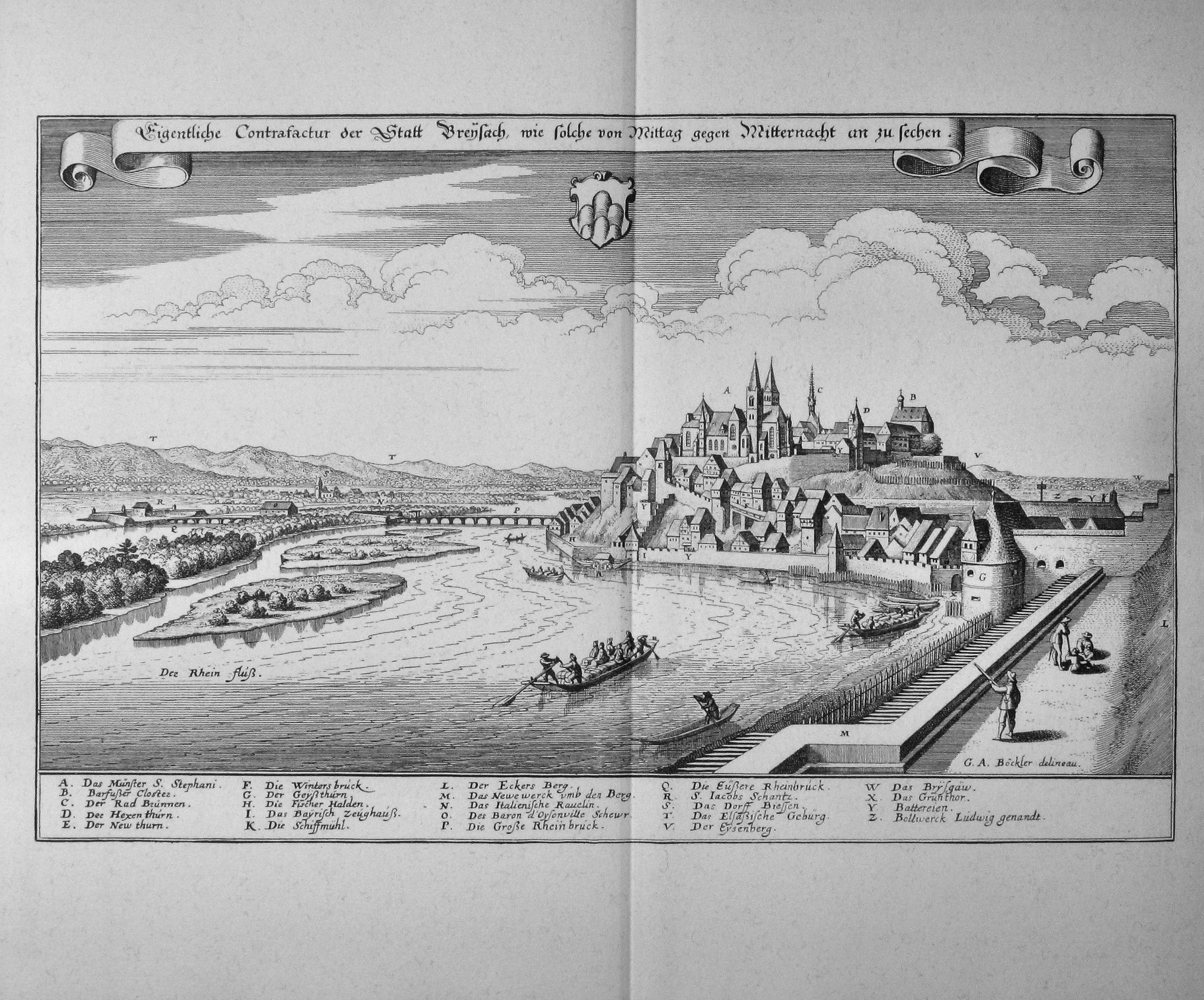
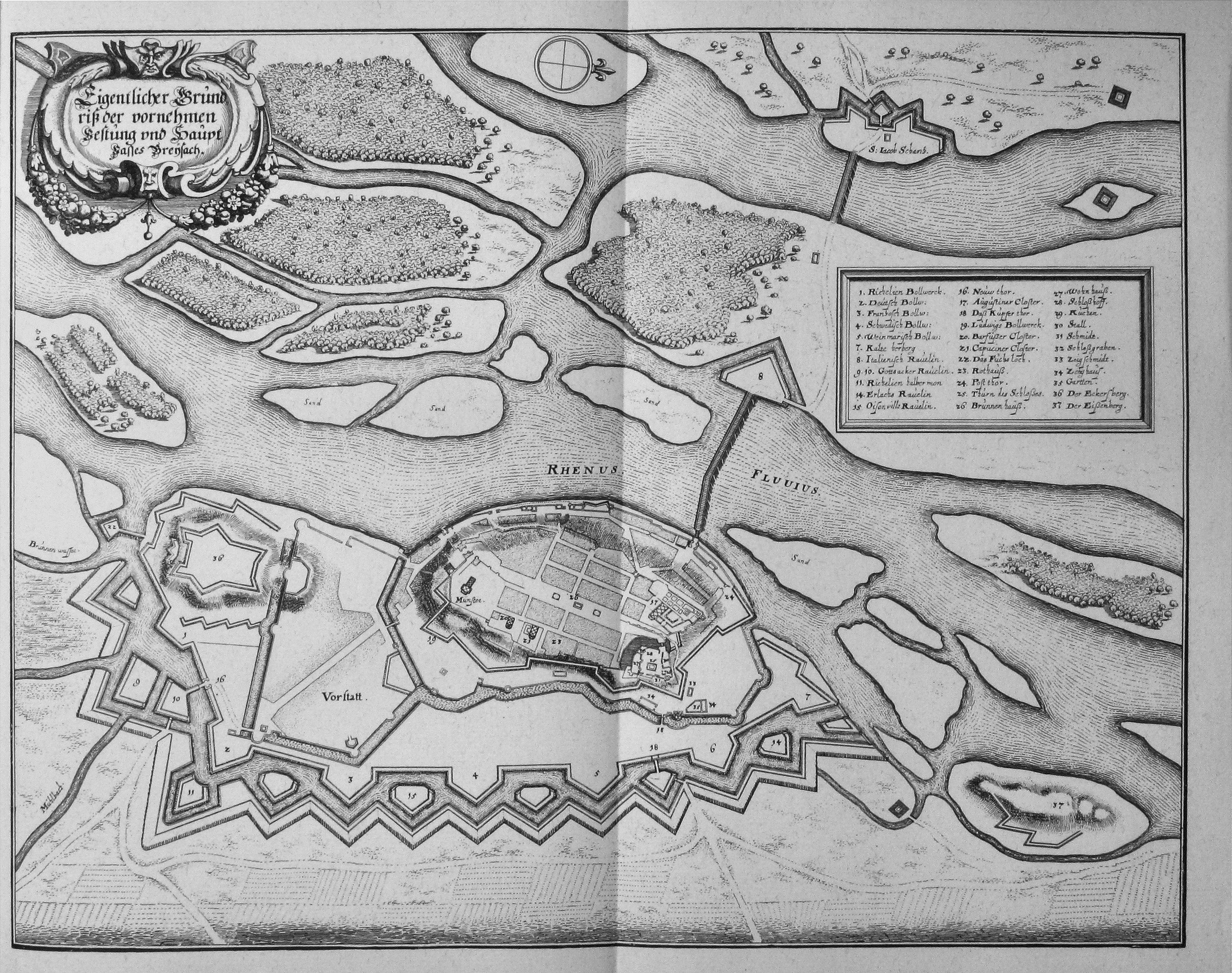

## Villages incorporés
- Hochstetten (au Moyen Âge)
- Gündlingen : 1er avril 1972
- Niederrimsingen : 1er avril 1973
- Oberrimsingen : 1er janvier 1975

## À voir

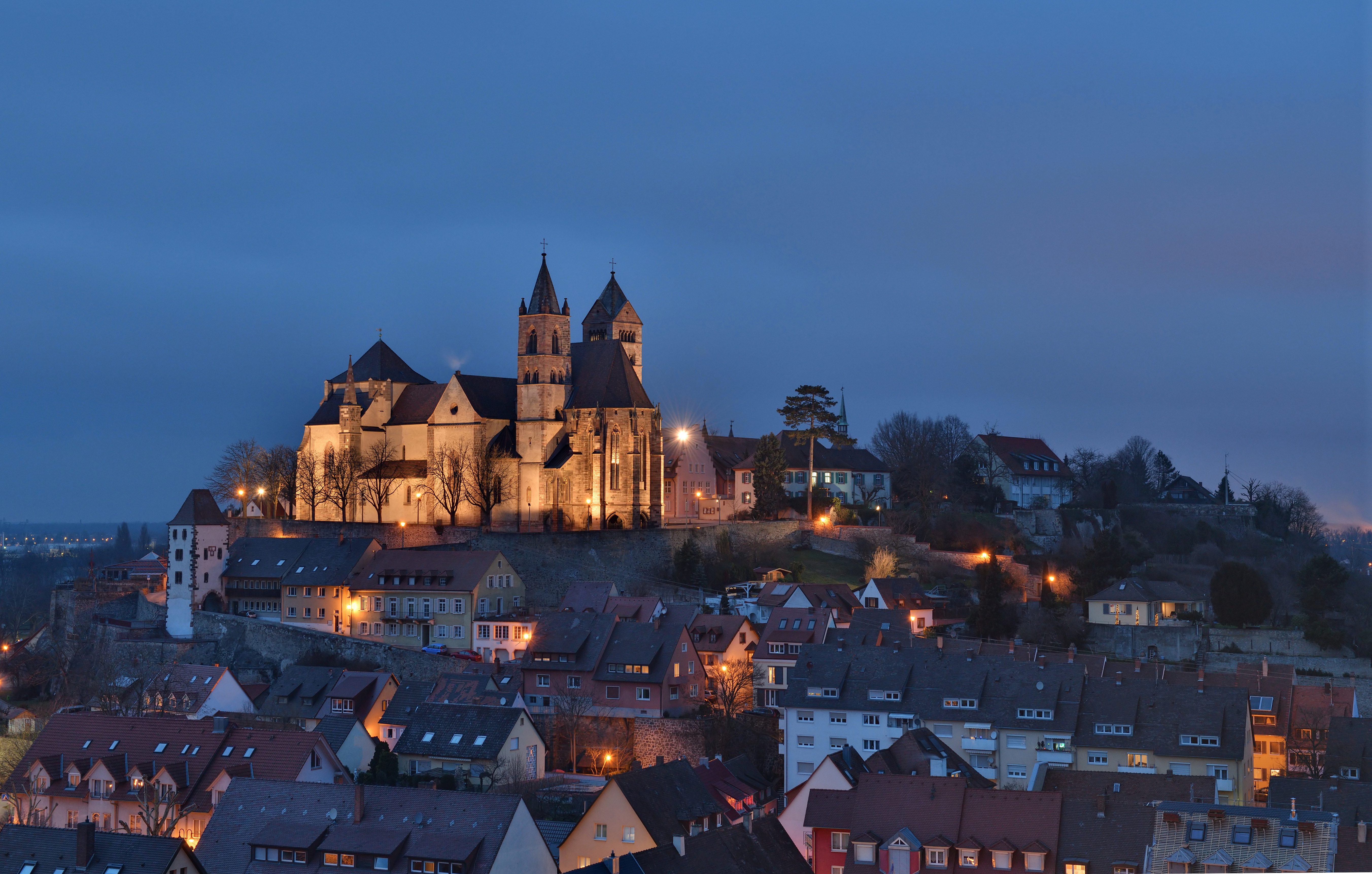
La collégiale de Vieux-Brisach. Février 2018.

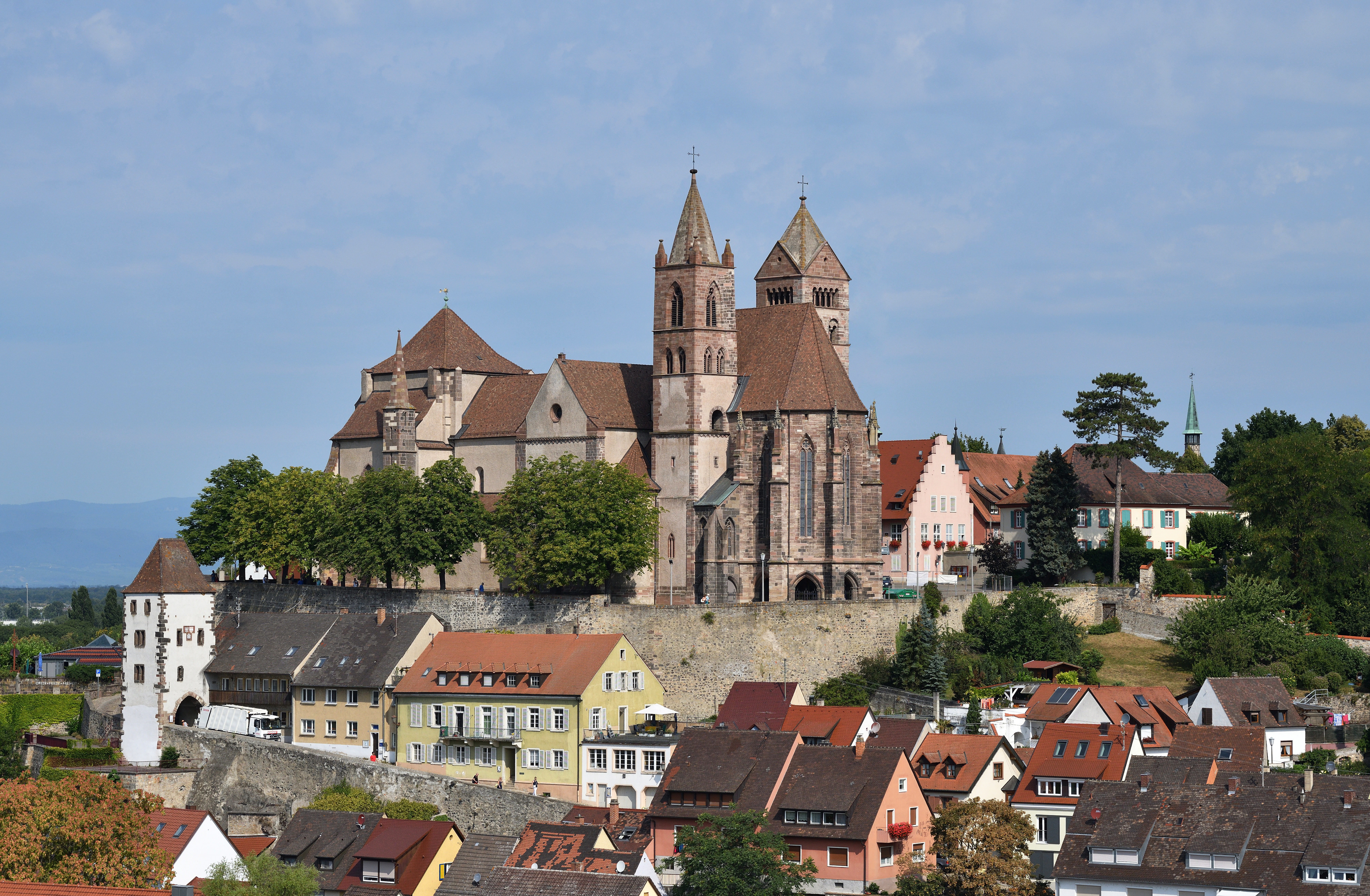
La même, de jour. Août 2018.

- Collégiale romane Saint-Étienne (Münster) avec un retable en bois sculpté de 1526. Sa construction a commencé au XIIe siècle pour s'achever au XVe siècle, à l'époque gothique. On peut y admirer une fresque triptyque de 100 m2 sur le thème du Jugement dernier, attribuée à Martin Schongauer et restaurée entre 1985 et 1993.

## Personnalités liées à la ville
- Pierre de Hagenbach (1423-1474), chevalier bourguignon condamné pour crimes de guerre, exécuté à Vieux-Brisach ;
- Jean Louis d'Erlach (1595-1650), militaire suisse mort à Vieux-Brisach ;
- Pantaleon Rosmann (1776-1853), historien et prêtre mort à Vieux-Brisach ;

## Jumelage
- Saint-Louis (Haut-Rhin) (France) depuis 1960
- Pürgg-Trautenfels (Autriche) depuis 1994
- Neuf-Brisach (France) depuis 2000
- Oświęcim (Pologne) depuis 2009
- Küstriner Vorland (Allemagne)
- Kerpen (Allemagne)
- Sambir (Ukraine)